# Casa Vilamajó

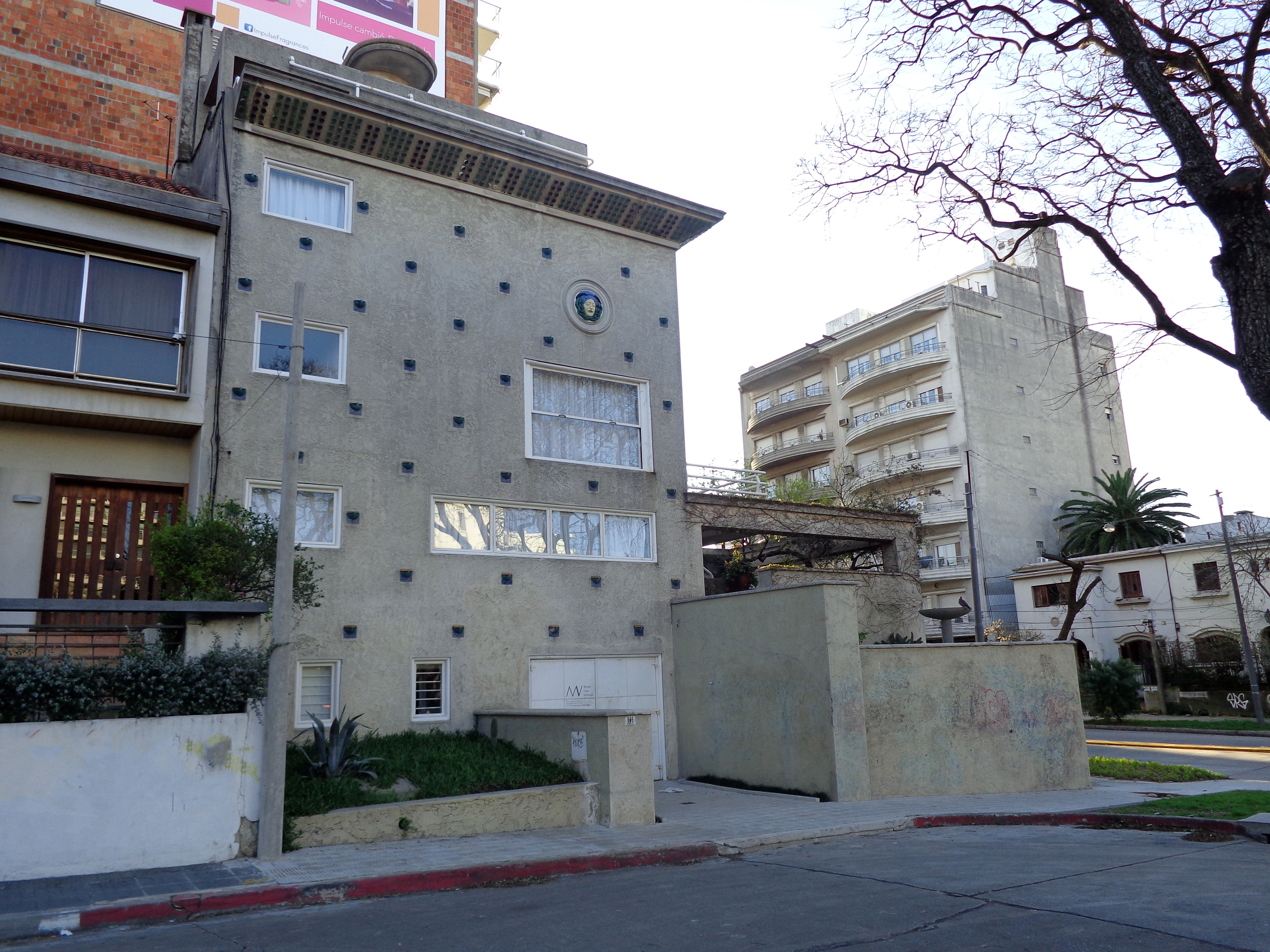
Casa Vilamajó.

Das Casa Vilamajó ist ein Bauwerk in der uruguayischen Landeshauptstadt Montevideo.
Das von 1930 bis 1931 durch den Architekten Julio Vilamajó (1894–1948) errichtete Gebäude befindet sich im Barrio Parque Rodó in der Calle Domingo Cullen 895, Ecke Avenida Sarmiento. Es wurde 1990 als Monumento Histórico Nacional klassifiziert und Ende des vergangenen Jahrzehnts unter der Leitung des Architekten Gustavo Scheps restauriert. Das Casa Vilamajó weist Einflüsse der spanisch-islamischen Kultur auf. In dem Gebäude ist das Museo Casa Vilamajó untergebracht, das über das Werk des Architekten Vilamajó informiert.